# Emil Schmalfuß
Emil Schmalfuß, né le 30 juillet 1946 à Ihlienworth, est un juge et homme politique allemand.
Après avoir été vice-président du tribunal régional de Kiel entre 1995 et 2004, puis président du tribunal jusqu'en 2009, il est nommé ministre régional de la Justice du Schleswig-Holstein dans la coalition noire-jaune de Peter Harry Carstensen.

## Éléments personnels

### Formation et carrière
Il passe son premier diplôme juridique d'État à Schleswig en 1971, puis obtient le second à Hanovre trois ans plus tard. Il devient aussitôt juge et travaille pendant quatre ans dans le ressort du tribunal régional de Kiel, avant de l'intégrer en 1978. En 1984, il est détaché pour huit mois au tribunal régional supérieur de Schleswig, faisant son retour à Kiel en 1985.
Désigné président de chambre du tribunal régional de Kiel en 1990, il est choisi pour en être vice-président en 1995. Après neuf ans à ce poste, il est porté à la présidence du tribunal en 2004, y renonçant en 2009.

## Parcours politique
Bien qu'il soit indépendant de tout parti politique, Emil Schmalfuß est nommé ministre régional de la Justice, de l'Égalité et de l'Intégration du Land du Schleswig-Holstein le 27 octobre 2009 dans la coalition noire-jaune du chrétien-démocrate Peter Harry Carstensen sur proposition du Parti libéral-démocrate (FDP), à qui revenait le portefeuille de la Justice en vertu de l'accord de coalition.
Il quitte le gouvernement le 12 juin 2012, après le retour au pouvoir des sociaux-démocrates.